# Beszláni túszdráma
A beszláni túszdráma vagy beszláni vérengzés egy több mint 1100 ember túszul ejtésével kezdődő túszdráma volt, amely három nap múlva ért véget több mint 300 ember halálát okozva. 2004. szeptember 1-jén kezdődött, amikor egy főként ingus és csecsen fegyveresekből álló csoport több mint 1100 embert, köztük 777 gyereket ejtett túszul az Oroszország Észak-Kaukázus régiójában, Észak-Oszétiában fekvő Beszlán 1. számú iskolájában. A túszejtést végrehajtó, Samil Baszajev szeparatista csecsen hadúr küldte csoport a második csecsen háború befejezését követelte. A terroristák kegyetlenül, gyakran brutálisan bántak foglyaikkal, legyen szó nőkről, gyerekekről vagy férfiakról. Egy apát azért gyilkoltak meg, mert oszét nyelven mondta el a fogvatartók utasítását, csakhogy az emberek jobban értsék mit mondanak. Ugyanakkor már az első napon tömeges kivégzések történtek, ekkor legalább 20 embert mészároltak le. A túszok a fogság ideje alatt semmilyen ételt vagy italt nem kaptak, a terroristák viszont azt állították, hogy ők maguk éhségsztrájkolnak. Szintén meghiúsították azon kísérleteket, hogy kívülről juttassanak be élelmet, vizet és gyógyszert a túszoknak.
Háromnapi patthelyzet után az orosz biztonsági erők megrohamozták az épületet harckocsikat, gyújtórakétákat és más nehézfegyvereket is bevetve. Az iskolát robbanások sorozata rázta meg, amelyet tűz, valamint a túszejtők és az orosz biztonsági erők közötti kaotikus tűzharc követett. Végül legalább 334 túsz halt meg, köztük 186 gyerek; ezen kívül több százan megsérültek és sokan eltűntek. Az eset jól példázza, hogy az orosz hatóságok egyáltalán nem vonták le a tanulságokat a 2002-es moszkvai Dubrovka színházban történt túszdráma során bekövetkezett tragédia során. A káoszt csak fokozta, hogy a túszmentő akcióban a helyi oszét milícia is részt vett, holott nem bírt semmilyen képesítéssel ilyen feladatokra, ezért jelenlétükkel hozzájárultak a katasztrófához.
A tragédia biztonsági és politikai következményekhez vezetett, elsősorban olyan kormányzati reformok sorozatához, amelyek megszilárdították a Kreml erejét és megerősítették az orosz elnök hatalmát. A Freedom House nevű amerikai civilszervezet szerint ezek a reformok Oroszországot a 2000-es évek közepe óta politikailag nem szabad, autoritárius állammá tették. 2010-ben a válsághelyzet számos részlete továbbra is vita tárgya, többek között hogy hány fegyveres vett részt a túszejtésben, hogyan készítették azt elő, és sikerült-e néhányuknak elmenekülnie. A kormányzat válságkezelésére vonatkozó kérdések sem oldódtak meg, beleértve a hírek cenzúrázását és a félretájékoztatást, a Beszlánba siető újságírók elnyomását, a túszejtőkkel folytatott tárgyalások módját és tartalmát, a véres kimenetelért való felelősséget, és a túlzott erő vélhető használatát.

## Fordítás
- Ez a szócikk részben vagy egészben a Beslan school hostage crisis című angol Wikipédia-szócikk ezen változatának fordításán alapul.  Az eredeti cikk szerkesztőit annak laptörténete sorolja fel. Ez a jelzés csupán a megfogalmazás eredetét és a szerzői jogokat jelzi, nem szolgál a cikkben szereplő információk forrásmegjelöléseként.